# UNES FC Barcelona
El UNES Fútbol Club Barcelona es una sección no profesional de baloncesto en silla de ruedas del FC Barcelona. Es fruto de la colaboración que mantienen el club barcelonista y UNES Unió Esportiva, de Sant Feliu de Llobregat, desde 2009. Actualmente milita en la Primera División, segunda categoría de la liga nacional.

## Historia
En marzo de 2001 la Fundación Fútbol Club Barcelona llegó a un acuerdo con la Fundación del Institut Guttmann para asociar al equipo de baloncesto en silla de ruedas del Club Esportiu Institut Guttmann como una sección asociada al club barcelonista. El Club Esportiu Institut Guttmann, fundado en 1967 y pionero en la práctica del deporte adaptado en España, contaba en ese momento con un equipo de baloncesto en División de Honor A, la máxima categoría de liga española. Tras varios años de vinculación, en 2007 el equipo se convirtió en una sección no profesional del FC Barcelona.
El FC Barcelona-Institut Guttmann compitió con esta denominación durante nueve temporadas, siendo su mejor clasificación en la División Honor A un tercer puesto, logrado en 2009, sumando además ocho participaciones en la Copa del Rey. Entre 2001 y 2009 encadenó nueve títulos consecutivos de Liga Catalana. Disputaba sus partidos en el pabellón del Institut Guttmann, en Badalona.
Finalizada la temporada 2008-09, el técnico Òscar Trigo, vinculado al proyecto desde su nacimiento, abandonó el equipo, y se disolvió el acuerdo con el Institut Guttmann, lo que llevó al FC Barcelona a asociarse con el club UNES (Unió Esportiva de Sant Feliu de Llobregat), entidad fundada en 1983. El UNES FC Barcelona compitió dos temporadas consecutivas en la División de Honor A. En 2011 tuvo que renunciar a la máxima categoría debido a los recortes presupuestarios en las secciones no profesionales del club, pasando a jugar en Primera División (nombre que recibía entonces el tercer nivel nacional).

## Trayectoria

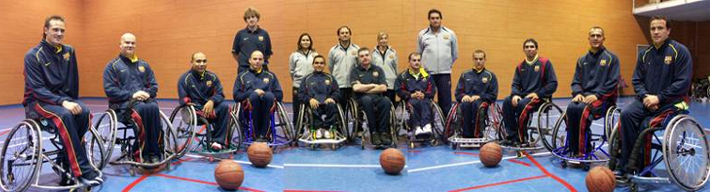
Plantilla del FC Barcelona, cuando estaba asociado al Institut Guttman.

| Temporada | Nivel | Liga         | Pos  | Copa del Rey |
| --------- | ----- | ------------ | ---- | ------------ |
| 2000–01   | 1     | Div. Honor A | 10.º | -            |
| 2001–02   | 1     | Div. Honor A | 6.º  | 1/4          |
| 2002–03   | 1     | Div. Honor A | 7.º  | 1/4          |
| 2003–04   | 1     | Div. Honor A | 7.ª  | 1/4          |
| 2004–05   | 1     | Div. Honor A | 4.º  | 1/4          |
| 2005–06   | 1     | Div. Honor A | 6.º  | 1/4          |
| 2006–07   | 1     | Div. Honor A | 6.º  | 4.º          |
| 2007–08   | 1     | Div. Honor A | 4.º  | 4.º          |
| 2008–09   | 1     | Div. Honor A | 3.º  | 4.º          |
| 2009–10   | 1     | Div. Honor A | 9.º  | -            |
| 2010–11   | 1     | Div. Honor A | 9.º  | -            |
| 2011–12   | 3     | 1.ª División | 1.º  | -            |
| 2012–13   | 2     | Div. Honor B | 5.º  | -            |
| 2013–14   | 2     | 1.ª División | 2.º  | -            |
| 2014–15   | 2     | 1.ª División | 4.º  | -            |
| 2015–16   | 2     | 1.ª División | 3.º  | -            |